# Journée internationale du SIG
 (novembre 2015).
La journée internationale du SIG (en anglais : GIS Day) est un événement éducatif créé et promu par la société de logiciels Esri qui permet aux utilisateurs et aux fournisseurs de Système d'information géographique (SIG), d'ouvrir leurs portes aux écoles, aux entreprises et au grand public pour présenter des applications du monde réel des SIG.
La journée internationale du SIG  est devenue un événement mondial. Les organisations du monde entier qui utilisent les SIG, ou sont intéressées par SIG, participent en organisant ou en parrainant un événement. En 2005, plus de 700 événements de la Journée SIG ont eu lieu dans 74 pays à travers le monde. La première Journée de SIG a eu lieu en 1999.
La journée internationale du SIG  a lieu le troisième mercredi de novembre de chaque année, au cours de la semaine de sensibilisation à la géographie, une initiative d'initiation à la culture géographique parrainée par la National Geographic Society.

## Sponsors
Principaux sponsors de la journée internationale du SIG
- National Geographic Society
- Association of American Geographers (AAG)
- University Consortium for Geographic Information Science (UCGIS)
- United States Geological Survey
- Library of Congress
- Sun Microsystems
- Hewlett-Packard
- ESRI